# 克里斯特爾比奇 (紐約州)
克里斯特爾比奇（英語：Crystal Beach）是位於美國紐約州安大略縣的普查規定居民點。

## 人口
根據2020年美國人口普查的數據，克里斯特爾比奇的面積為2.29平方千米，當中陸地面積為1.77平方千米，而水域面積為0.52平方千米。當地共有人口644人，而人口密度為每平方千米281.22人。